# No.6 Collaborations Project
| Совокупная оценка | Совокупная оценка |
| Источник          | Оценка            |
| ----------------- | ----------------- |
| Metacritic        | 57/100            |
| Оценки критиков   |                   |
| Источник          | Оценка            |
| AllMusic          | [ 2 ]             |
| The Guardian      | [ 3 ]             |
| The Independent   | [ 4 ]             |
| NME               | [ 5 ]             |
| Pitchfork         | 5.3/10            |
| Slant Magazine    | [ 7 ]             |
| The Telegraph     | [ 8 ]             |
| Rolling Stone     | [ 9 ]             |

No.6 Collaborations Project — четвёртый студийный альбом британского автора-исполнителя Эда Ширана, вышедший 12 июля 2019 года на лейблах Asylum и Atlantic. В его записи принимали участие такие музыканты как Джастин Бибер, Камила Кабельо, Трэвис Скотт, Эминем, 50 Cent, Карди Би, Крис Стэплтон, Paulo Londra, Young Thug и Бруно Марс, а также британские рэперы Stormzy, J Hus и Dave. Выходу альбома предшествовал выход нескольких синглов: «I Don’t Care» (с Бибером), «Cross Me», «Beautiful People» (с Халидом), «Best Part of Me», «Blow» (вместе с Стэплтоном и Марсом) и «Antisocial» (с Трэвисом Скоттом).
Альбом дебютировал на первом месте чартов в таких странах как Великобритания и США.

## История
Ширан анонсировал выход нового альбома 23 мая 2019 года. Альбом является продолжением последнего из пяти его мини-альбомов EP, изданного в 2011 году под сходным названием № 5 Collaborations Project. В своем посте в Instagram Ширан сказал: «С тех пор как я записал в 2011 году EP под названием No.5 Collaborations Project, я давно хотел сделать еще один, поэтому я запустил No.6 на своем ноутбуке, когда я был в туре в прошлом году. Я большой поклонник всех музыкантов, с которыми сотрудничал, и мне было очень весело делать это совместно с ними».
Новый альбом Ширана стал его четвёртым студийным альбомом после ÷, вышедшего в 2017 году и награждённого премией Грэмми, хотя сам Эд считает его скорее сборником . Альбом включает 15 треков, что превышает все предыдущие три диска, каждый из которых содержал по 12 треков. Каждый из треков записан с участием приглашенной звезды. Трек-лист был обнародован Шираном 23 мая 2019 года, но без указания приглашённых к записи музыкантов. Ширан подтвердил, что одна из песен нового альбома записана совместно с Bruno Mars.
Альбом No.6 Collaborations Project был доступен для предзаказов с 23 мая 2019 года.

## Отзывы
Альбом получил положительные и умеренные отзывы музыкальной критики и интернет-изданий: Алексис Петрифис из The Guardian («… Ширану удается осуществить свой открытый трюк, одновременно ошеломляя вас безжалостной коммерческой эффективностью его сочинений, сохраняя при этом некую обычную человечность»), Нил Маккормик из The Daily Telegraph («Ширан продемонстрировал солидную коммерческую демонстрацию силы современных поп-музыкальных брендов. Это случай Superstars Assemble»), Ник Левин из NME («это не просто альбом, а скорее коллекция в целом удачно подобранных коллабораций, которые неосознанно стирают границы традиционных жанров и признают, что латино-поп-музыка — это звучание близкого будущего. В большинстве случаев это заслуга Ширана в написании песен и его хорошо отточенной личности»). Критический отзыв прозвучал от Хелен Браун из The Independent.

## Коммерческий успех
27 июля 2019 года альбом дебютировал на первом месте американского хит-парада Billboard 200 с тиражом 173,000 единиц (включая 70,000 продаж). Это его 3-й чарттоппер в карьере после дисков ÷ (Divide) в 2017 году и x (Multiply) в 2014 году.

## Список композиций
По данным журнала People.
| №                   | Название                                                                     | Автор(ы) | Продюсеры                                      | Длительность |
| ------------------- | ---------------------------------------------------------------------------- | --- | ---------------------------------------------- | ------------ |
| 1.                  | «Beautiful People» (при участии Халида)                                      | Эд Ширан Халид Робинсон Max Martin Shellback Фред Гибсон                                                     | Martin Shellback Фред Гибсон Ширан Alex Gibson | 3:17         |
| 2.                  | «South of the Border» (при участии Camila Cabello и Cardi B — лирик-видео)   | Ширан Гибсон Steve McCutcheon Cabello Belcalis Almanzar Pardison Fontaine                                    | Ширан Фред Steve Mac                           | 3:24         |
| 3.                  | «Cross Me» (при участии Chance the Rapper и PnB Rock)                        | Эд Ширан Chancellor Bennett Фред Гибсон Rakim Allen                                                          | Gibson                                         | 3:26         |
| 4.                  | «Take Me Back to London» (при участии Stormzy — Видеоклип)                   | Ширан Schuster Sandberg Гибсон Michael Omari Jr.                                                             | Skrillex Kenny Beats Fred                      | 3:09         |
| 5.                  | «Best Part of Me» (при участии Yebba — лирик-видео)                          | Ширан Abbey Smith Benjamin Levin                                                                             | Ширан Benny Blanco Joe Rubel                   | 4:03         |
| 6.                  | «I Don't Care» (вместе с Justin Bieber)                                      | Ширан Джастин Бибер Jason Boyd Karl Sandberg Johan Schuster Гибсон                                           | Max Martin Shellback Гибсон                    | 3:39         |
| 7.                  | «Antisocial» (при участии Трэвиса Скотта — Видеоклип)                        | Ширан Жак Вебстер Гибсон Joseph Saddler                                                                      | Fred                                           | 2:41         |
| 8.                  | «Remember the Name» (при участии Эминема и 50 Cent — лирик-видео)            | Ширан Schuster Sandberg Curtis Jackson Marshall Mathers Rico Wade Ray Murray Sleepy Brown Big Boi André 3000 | Ширан Shellback Martin Фред                    | 3:27         |
| 9.                  | «Feels» (при участии Young Thug и J Hus — лирик-видео)                       | Ширан Jeffery Williams Momodou Jallow Гибсон                                                                 | Fred                                           | 2:30         |
| 10.                 | «Put It All on Me» (при участии Ella Mai — лирик-видео)                      | Ширан Mai Гибсон                                                                                             | Fred                                           | 3:17         |
| 11.                 | «Nothing on You» (при участии Paulo Londra и Dave — лирик-видео)             | Ширан Гибсон Ovy On The Drums The KristoMan Londra David Omoregie                                            | Фред                                           | 3:20         |
| 12.                 | «I Don't Want Your Money» (при участии H.E.R — лирик-видео)                  | Ширан Anthony Jefferies Joe Reeves Gabi Wilson                                                               | Nineteen85                                     | 3:24         |
| 13.                 | «1000 Nights» (при участии Meek Mill и A Boogie Wit Da Hoodie — лирик-видео) | Ширан Robert Williams Artist Dubose Гибсон Matthew Samuels Jahaan Sweet                                      | Фред Boi-1da Sweet                             | 3:32         |
| 14.                 | «Way to Break My Heart» (при участии Skrillex — лирик-видео)                 | Ширан Sonny Moore McCutcheon                                                                                 | Skrillex Mac                                   | 3:10         |
| 15.                 | «Blow» (вместе с Бруно Марсом и Крис Стэплтон)                               | Ширан Christopher Stapleton Bard McNamee Peter Hernandez Brody Brown Frank Rogers Greg McKee J.T. Cure       | Бруно Марс                                     | 3:29         |
| Общая длительность: | Общая длительность:                                                          | Общая длительность:                                                                                          | Общая длительность:                            | 49:48        |

## Чарты
| Чарт (2019)                         | Высшая позиция |
| ----------------------------------- | -------------- |
| Австралия (ARIA)                    | 1              |
| Австрия (Ö3 Austria)                | 1              |
| Бельгия/Фландрия (Ultratop)         | 1              |
| Бельгия/Валлония (Ultratop)         | 1              |
| Канада (Canadian Albums Chart)      | 1              |
| Чехия (ČNS IFPI)                    | 1              |
| Дания (Hitlisten)                   | 2              |
| Нидерланды (Album Top 100)          | 1              |
| Финляндия (Suomen virallinen lista) | 1              |
| Франция (SNEP)                      | 2              |
| Германия (Offizielle Top 100)       | 2              |
| Венгрия (MAHASZ)                    | 1              |
| Ирландия (IRMA)                     | 1              |
| Италия (Classifica album)           | 2              |
| Япония (Oricon)                     | 6              |
| Япония (Billboard Japan)            | 5              |
| Latvian Albums (LAIPA)              | 1              |
| Lithuanian Albums (AGATA)           | 1              |
| Mexican Albums (AMPROFON)           | 4              |
| New Zealand Albums (RMNZ)           | 1              |
| Норвегия (VG-lista)                 | 1              |
| Польша (ZPAV)                       | 2              |
| Португалия (AFP)                    | 1              |
| Шотландия (Scottish Albums Chart)   | 1              |
| Испания (PROMUSICAE)                | 1              |
| Швеция (Sverigetopplistan)          | 1              |
| Швейцария (Schweizer Hitparade)     | 1              |
| Великобритания (UK Albums Chart)    | 1              |
| США (Billboard 200)                 | 1              |
| США Rolling Stone 200               | 1              |

| Чарт (2019)                          | Позиция |
| ------------------------------------ | ------- |
| Австралия (ARIA)                     | 2       |
| Австрия (Ö3 Austria)                 | 14      |
| Бельгия/Фландрия (Ultratop Flanders) | 14      |
| Бельгия/Валлония (Ultratop Wallonia) | 43      |
| Канада (Billboard)                   | 10      |
| Дания (Hitlisten)                    | 7       |
| Нидерланды (Album Top 100)           | 3       |
| Франции (SNEP)                       | 46      |
| Германия (Offizielle Top 100)        | 8       |
| Ирландия (IRMA)                      | 5       |
| Италия (FIMI)                        | 46      |
| Новая Зеландия (RMNZ)                | 2       |
| Швеция (Sverigetopplistan)           | 22      |
| Швейцария (Schweizer Hitparade)      | 10      |
| Великобритания (OCC)                 | 2       |
| США (Billboard 200)                  | 35      |

## Сертификации
| Регион | Сертификация  | Продажи   |
| --- | ------------- | --------- |
| Австралия (ARIA) | Золотой       | 35 000    |
| Австрия (IFPI Austria) | Золотой       | 7500      |
| Бразилия (ABPD) | Платиновый    | 40 000    |
| Канада (Music Canada) | Платиновый    | 80 000    |
| Дания (IFPI Danmark) | Платиновый    | 20 000    |
| Франция (SNEP) | Золотой       | 50 000    |
| Германия (BVMI) | Золотой       | 100 000   |
| Венгрия (Mahasz) | Золотой       | 2,000     |
| Италия (FIMI) | Золотой       | 25 000    |
| Нидерланды (NVPI) | Платиновый    | 40 000    |
| Новая Зеландия (RMNZ) | 4× Платиновый | 60 000    |
| Польша (ZPAV) | Золотой       | 10 000    |
| Великобритания (BPI) | Платиновый    | 300 000   |
| США (RIAA) | Платиновый    | 1 000 000 |
| * Данные о продажах приведены только на основе сертификации. · ^ Данные о тиражах приведены только на основе сертификации. · Данные о продажах + прослушиваниях приведены только на основе сертификации. |               |           |